# Listă de scriitori români - L

## Scriitori români - L
| - Labiș, Nicolae - Larian, Sonia - Laurențiu, Dan - Lăncrănjan, Ion - Lefter, Ioan Bogdan - Leu, Corneliu - Liiceanu, Gabriel | - Lilă, Ioan - Lippet, Johann - Loteanu, Emil - Lotreanu, Ion - Lovinescu, Eugen - Lovinescu, Horia | - Lovinescu, Monica - Lungu, Alexandru - Lupu, Lorena - Luca, Daniel - Lutic, Vlad Robert |